# Nhà máy bia Piast

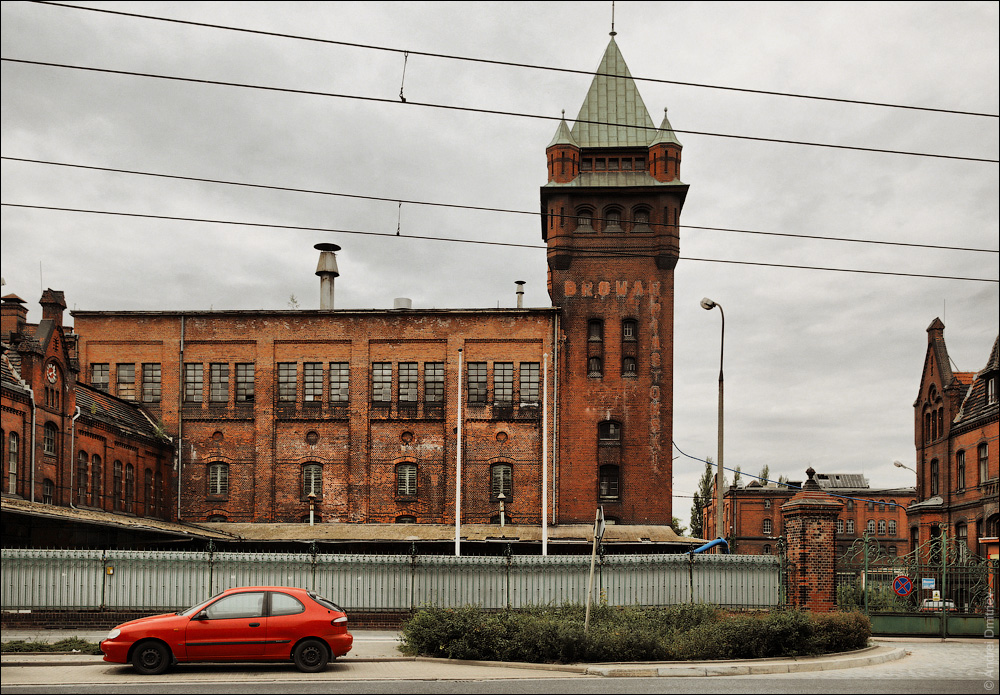
Nhà máy bia Piast ở Warsaw

Nhà máy bia Piast là một nhà máy bia không còn tồn tại, nằm ở Wrocław, Ba Lan. Nó được thành lập vào năm 1872, khi thành phố Wrocław, được gọi là Breslau, thuộc về Đế quốc Đức.
Nhà máy bia được thành lập bởi Carl Scholtz và cho đến năm 1910, tên của nó là Brauerei Pfeifferhof Carl Scholtz. Đến năm 1945, doanh nghiệp đổi tên ba lần:
- Schultheiss`Brauerei AG, Abt. V (ZBv. Berlin) (1910 Vang1920),
- Schultheiss- Patzenhofer- Brauerei AG, Abt. V (1920 Vang1938),
- Schultheiss- Brauerei AG Berlin, Abt. Breslau (1938 Từ1945).

Năm 1945, khi Breslau được sáp nhập vào Ba Lan, nhà máy bia mang tên Nhà máy bia Piast, tôn vinh triều đại Piast, triều đại lịch sử Hoàng gia Ba Lan huyền thoại đầu tiên cai trị đất nước từ đầu năm 1370. Tên gọi không được thay đổi cho đến năm 2005. Ngay sau Thế chiến II, quy trình sản xuất được điều hành bởi các nhà sản xuất bia Ba Lan từ nhà máy bia Lwów, người đã được lệnh rời khỏi thành phố quê hương của họ và chuyển đến Lãnh thổ phục hồi. Năm 1951, Nhà máy bia Piast đã sản xuất 350 000 ha bia và 9 000 tấn mạch nha mỗi năm.
Vào năm 1991, nhà máy bia này đã trở thành một phần của công ty đến từ Wrocław, Zakłady Piwowarskie SA, và vào ngày 23 tháng 1 năm 1996, nó được Ryszard Varisella mua lại với giá $ 9 500 000. Vào tháng 11 năm 2001, nó đã được mua bởi Carlsberg Polska, và vào năm 2004, việc sản xuất bia đã bị chấm dứt.

## Căn hộ gác xếp
Một số tòa nhà cũ đã bị phá hủy trong năm 2008. Ba tòa nhà chính của nhà máy bia, vào năm 2004 đã được đưa vào sổ đăng ký di tích sẽ được khôi phục và nội thất của chúng được chuyển đổi thành căn hộ trên gác xép có tên Browary Wrocławskie.